# 大原葉子
大原葉子（おおはら ようこ）は、TBSのホームドラマ『渡る世間は鬼ばかり』に登場する岡倉大吉の四女で同ドラマに登場する架空の人物である。野村真美が演じている。

## プロフィール
- 生年月日：1967年8月11日
- 住所：不明
- 職業：照明デザイナー→一級建築士
- 資格：一級建築士

## 来歴・人物
岡倉大吉・節子夫婦の四女として誕生。
ハワイ在住の叔母・森山珠子に一番かわいがられており、一時は珠子の養女になってハワイへ永住してくれと望まれたほどである。珠子を頼ってハワイの大学を出ている。5人姉妹の中で一番独立心が強く家族には物事を決めるのは事後報告で煩わしい人間関係を嫌い非常にクールな性格をしている。子供の頃は優等生タイプで3人の姉に隠れて大人しくわがままを言わず素直で目立たない子だったらしい。仕事を生きがいにして男性遍歴を重ねるようになったことを節子は珠子の悪影響だと不満に思っている。大吉は葉子のすぐ後に長子が産まれたために長子の方に愛情が注がれてしまい、珠子や他人の山口政子を頼るようになってしまったと考えており、ほかの娘に対するものとは違う後悔と贖罪の感情を葉子に持っている。
ハワイ留学時代から、「山口商事」の社長・山口太郎と知り合い親密な交際をしており、太郎の日本帰国に付いて帰国する。しかし、財産家の嫁になり家にしばられる生き方を疑問に思い、仕事仲間の竹原洋次と結婚する。そして珠子を頼って2人でハワイへ移住する。第2シリーズでは永住権欲しさにアメリカ人女性に走った洋次に捨てられ傷心の思いで日本へ帰国する。その後、太郎と再会し太郎は元の仲に戻したいと希望するが、葉子は仕事と自由な生活を選ぶ。一級建築士の資格を取るため猛勉強し合格して自室マンションを「岡倉設計事務所」として仕事に打ち込む。その後、青山タキの長男・久光（榎木孝明）と婚約するが破局し、宗方直之と結婚し、表向きは新婚旅行し、宗方の膵臓癌除去手術をおこなったりするが結局結婚生活はうまく行かなかった。現在はその宗方の部下で10歳年下の恋人・大原透と不倫関係に陥り再婚し、その子供を妊娠していたが、誕生目前で不注意により流産してしまった（第8シリーズ最終回）。名前は「さやか」と名付ける予定だった。
それからしばらくして、最終シリーズ第27話では双子を妊娠していたことが判明。第43話で双子の女の子を出産した（帝王切開による出産）。

## 家族・親戚・関係者
- 現夫：大原透（「NAOエンタープライズ」社員→一級建築士）（演：徳重聡）
- 長女：大原さやか（第8シリーズ最終回で流産）
- 次女：大原ゆき（双子）
- 三女：大原みき（双子）

### 関係者
- 元夫（2人目）：宗方直之（「NAOエンタープライズ」社長）（演：井上順）
NAOエンタープライズという会社は気仙沼市と越谷市に実在している[1][2]元々は高橋亨の友人
- 元夫（1人目）：竹原洋次（照明デザイナー）（演：唐沢寿明）
- 元婚約者（1人目）：山口太郎（「山口商事」社長）（演：船越英一郎）
- 元婚約者（2人目）：青山久光（画家）（演：榎木孝明）

### 岡倉家
- 父：×岡倉大吉（会社員→「おたふく」板前→「おかくら」店主、2014年12月30日死去）（演：藤岡琢也×→宇津井健×）
- 母：×岡倉節子（専業主婦→「おかくら」初代女将、1998年秋死去）（演：山岡久乃×）
- 叔母：森山珠子（ハワイ在住、お金持ちの未亡人）（演：森光子×）
- 姉：野田弥生（専業主婦→看護師→専業主婦→「ラ・メール」勤務→「ごはんや」勤務→「北川保育園」ボランティア→専業主婦→喫茶「花」経営）（演：長山藍子）
- 姉：小島五月（「幸楽」2代目女将）（演：泉ピン子）
- 姉：高橋文子（食品会社勤務→専業主婦→「あさま」従業員→「FTトラベル」社長）（演：中田喜子）
- 妹：本間長子（大学生→銀行員→専業主婦→病院院長秘書→翻訳家→「おかくら」従業員→専業主婦→「おかくら」従業員→「本間クリニック」手伝い）（演：藤田朋子）